# Hate Forest
A Hate Forest ukrán black metal együttes volt.

## Története
Az "Utálat erdő" 1995-ben alakult Harkivban. A black metal műfajon kívül a dark ambient műfajban is játszottak (ennek a műfajnak inkább csak az elemei hallhatóak a dalokban, de egyes albumok ennek a műfajnak a jegyében készültek). Roman Saenko alapította, aki a Drudkh Dark Ages, Blood of Kingu zenekarokban is szerepelt. Fő zenei hatásukként a skandináv black metal együtteseket tették meg. Szövegeik témái: mitológiák, H.P. Lovecraft történetei, Nietzsche filozófiája. A zenekar vádakat is kapott, hogy nemzetiszocialista black metal együttes lenne, de erre nincs valós bizonyíték. 2004-ben feloszlottak, Roman pedig új zenekart alapított, Blood of Kingu néven. Az együttes 2019-ben újra összeállt egy koncert erejéig, az ukrán Metal East: Nove Kolo fesztiválon játszottak.

## Tagok
- Roman Saenko - ének, gitár, basszusgitár, billentyűk, programozás
- Thurios - ének, gitár (2002-es koncerten)

## Korábbi tagok
- Khaoth - dob (koncerten, 2001)
- Alzeth - gitár (1998-1999, 2002)
- Roman Novik - basszusgitár (koncerteken, 2000-2001)

## Diszkográfia
- Scythia - demó, 1999
- Darkness - EP, 2000
- The Curse - demó, 2000
- The Most Ancient Ones - album, 2001
- Blood and Fire - EP, 2001
- Ritual - EP, 2001
- The Gates - EP, 2001
- Blood and Fire/Ritual - válogatáslemez, 2001
- To Those Who Came Before Us - válogatáslemez, 2002
- Purity - album, 2003
- To Twilight Thickets - válogatáslemez, 2003
- Battlefields - album, 2003
- Resistance - EP, 2004
- Sorrow - album, 2005
- Nietzscheism - válogatáslemez, 2005
- Temple Forest - demó, 2007 (2000-ben rögzítették)
- Grief of the Universe/Spinning Galaxies - split lemez, 2008
- Dead but Dreaming - válogatáslemez, 2009
- Those Once Might Fallen - split lemez, 2013
- Innermost - album, 2022